# John Brayshaw Kaye
John Brayshaw Kaye (10 de junio de 1841 - 29 de marzo de 1909) fue un poeta, abogado y político estadounidense nacido en Inglaterra.

## Vida y obra
John Brayshaw Kaye nació en Yorkshire, Inglaterra, en 1841, siendo el quinto hijo y el cuarto varón de Abram y Mary (Brayshaw) de catorce hermanos. Al año siguiente, los padres emigraron a los Estados Unidos, y después de tres años de residencia en Baltimore, la familia se mudó a Pensilvania, y más adelante emigró al oeste en 1848, instalándose en una granja en Wisconsin, cerca del lago Geneva, que continuó siendo la residencia familiar hasta la muerte de los padres. Allí pasó los años de su juventud, quedando su mente impresionada por la belleza del lago y por el espléndido paisaje, que se convirtieron era una rica fuente de recreo físico y mental. Recibió su educación en las escuelas comunes y secundarias de la zona.

### Traslado a Nevada
Poco después de alcanzar su mayoría de edad, su mala salud le hizo emprender un viaje al lejano oeste, en busca de un clima más benigno. En abril de 1863, se unió a una caravana, y el 27 de julio del siguiente mes, llegó a Virginia City (Nevada), donde permaneció durante tres años, realizando diversos tipos de trabajos, como fabricar carbón vegetal, o dedicado a labores de carpintería. Durante un tiempo fue empleado en la famosa mina Ophir en la veta Comstock.
Después de cuatro años de variadas experiencias regresó a su hogar. En 1869 se fue nuevamente a Nevada, atraído por la minería de la plata en White Pine, visitando también California. En 1871 regresó de nuevo a Wisconsin.

### Carrera jurídica y política
Una vez en Wisconsin, comenzó a instruirse en leyes con el Honorable John A. Smith, de Lake Geneva. Anteriormente había estudiado derecho en sus horas de ocio. En 1872 se casó y se mudó a Decorah (Iowa), y fue admitido en el colegio de abogados, y continuó su formación legal en la oficina de Baker Brothers, donde trabajaba su cuñado F. E. Baker. En 1872 se convirtió en miembro del Colegio de Abogados del Condado de Winneshiek y se instaló de inmediato en Calmar (Iowa), que sería su hogar hasta su muerte. En 1886, fue elegido abogado del condado, siendo reelegido en 1888. Fue alcalde de Calmar un corto período y registrador por muchos años.
Elegido abogado del condado justo cuando la prohibición legal del consumo de alcohol entró en vigencia, le correspondió participar en una serie prolongada de demandas contra traficantes de licores, en las que se enfrentó y venció a los mejores miembros del Colegio de Abogados de Winneshiek. Sin ayuda, tramitó todos los casos hasta que los abogados de los vendedores de bebidas alcohólicas estaban tan cansados que tuvieron que rendirse. El resultado fue que estas demandas supusieron más de 12.000 dólares de ingresos para el condado. También participó en varios de los casos legales más notables que se juzgaron su jurisdicción.
La publicación Past and Present of Winneshiek County (1913), hablaba así de Kaye:
Otro que se unió a las filas de los abogados en esa época fue John B. Kaye, quien se encontraba en Calmar en 1872. El Sr. Kaye era inglés de nacimiento. Vino a Estados Unidos con sus padres en 1842. La familia se estableció cerca de Geneva, Wisconsin, en 1848, y en 1863, el Sr. Kaye fue a Nevada, donde pasó cuatro años en los campamentos de los buscadores de oro. Los siguientes cuatro años fueron tiempos de vagar sin rumbo fijo, pero después de un año en su antigua casa, vino a Iowa. Era un estudiante, no solo de leyes, sino de la Biblia y de toda otra buena literatura, y poseía una naturaleza poética que se expresaba en numerosos fragmentos de versos diversos. En sus últimos años produjo tres libros de sus escritos, el más digno de estos con el título de "Vashti". En su práctica legal, demostró su tendencia literaria en su hábil aplicación de citas de varios escritores. Obtuvo la distinción en su defensa de John Cater de Burr Oak, acusado del asesinato de su esposa, y en su asistencia en el lado del estado en el juicio por asesinato de Gifford-Bigelow. Aunque en cada litigio estuvo del lado perdedor, su manejo de los casos demostró claramente una habilidad inusual.

### Poesía
En su juventud, Kaye comenzó a escribir versos esporádicamente. Con el paso del tiempo se volvieron tan numerosos, que en 1874 se reunieron y publicaron en un volumen titulado "Facts and Fancies" (Hechos y fantasías).
"Songs of Lake Geneva" (Canciones del Lago Geneva) apareció en 1882. Ambas obras le valieron tanto elogios como críticas negativas. Pero el mejor trabajo del Sr. Kaye se realizó en Vashti, un relato basado en la historia bíblica de Esther. Superó con creces todos los esfuerzos anteriores, y supuso el reconocimiento para su autor.
Un cuarto volumen fue publicado póstumamente. Kaye estaba ansioso por tener una edición local, y con ese fin había enviado la copia a la oficina de derechos de autor y se habían iniciado negociaciones que habrían terminado en una publicación el mismo año. Este último poema fue un ensayo en forma métrica de la historia de la traición de Cristo a Judas Iscariote. Contrariamente a la opinión convencional, Kaye no aceptó la idea de que Judas pretendía traicionar a Cristo, y el poema es una defensa de Judas, en la que toda la historia del juicio antes del Sanedrín y Caifás se analiza con una claridad que agrega su propia visión al relato bíblico. El crítico podría no aceptar la versión de Kaye de la traducción, pero podría ver en ella un volumen de evocación poética mayor que en otras ocasiones.

## Lectura adicional
- Nevada Historical Society, copia del diario del viaje en tren de John Brayshaw Kaye desde Lake Geneva, Wisconsin a Virginia City, Nevada, 1863